# Wapen van het graafschap Zutphen

Het wapen van graafschap Zutphen

Het wapen van het graafschap Zutphen bestaat uit rode leeuw op een zilveren veld, getongd, genageld en gekroond van goud.

## Geschiedenis
Onbekend is of het graafschap officieel een wapen voerde voor 1539, mogelijk voerde het graafschap voor de Gelderse tijd uitsluitend het rode ankerkruis. De rode leeuw op het zilveren veld werd omstreeks 1539 door Willem V van Kleef na enige twijfel geïntroduceerd als het wapen van het graafschap Zutphen. Dit deed hij ter onderscheid van het wapen van de stad Zutphen dat een gedeeld schild voerde met een leeuw en een ankerkruis. In 1543 verloor de hertog echter de Gelderse oorlogen om Gelre van keizer Karel V, waarna de wapens van Gelre en Zutphen weer uit het coalitiewapen verdwenen. De wapens werden daarna of afzonderlijk afgebeeld, of beide leeuwen werden in een enkel wapen gecombineerd. Dit combinatiewapen Gelre-Zutphen werd tot 1799 in gebruik genomen. In 1802 werd voor de nieuwe provincie Gelderland het oude Gelders-Gulikse wapen in ere hersteld. Het wapen van het graafschap Zutphen heeft nog wel een tweede leven gekend door gebruik van de rode leeuw bij de voormalige waterschappen Zuiveringsschap Oostelijk Gelderland en Waterschap van de Oude IJssel. Zij hadden de rode leeuw van het graafschap Zutphen in hun wapens opgenomen. Het wapen met de rode leeuw op het zilveren veld is nog altijd te zien op de wapentoren van Innsbruck, op de graftombe van Maria van Bourgondië en op de wapentoren van Vöcklabruck in Nederland boven de ingang van het stadhuis van Zutphen.

## Wapens

Het wapen in het voormalige zuiveringschap Oostelijk Gelderland.
Waterschap Oude IJssel. De leeuw van keel graafschap Zutphen, merletten van keel van Wisch, de kraaien van het graafschap Lohn, en de leeuw in sabel van Bergh.
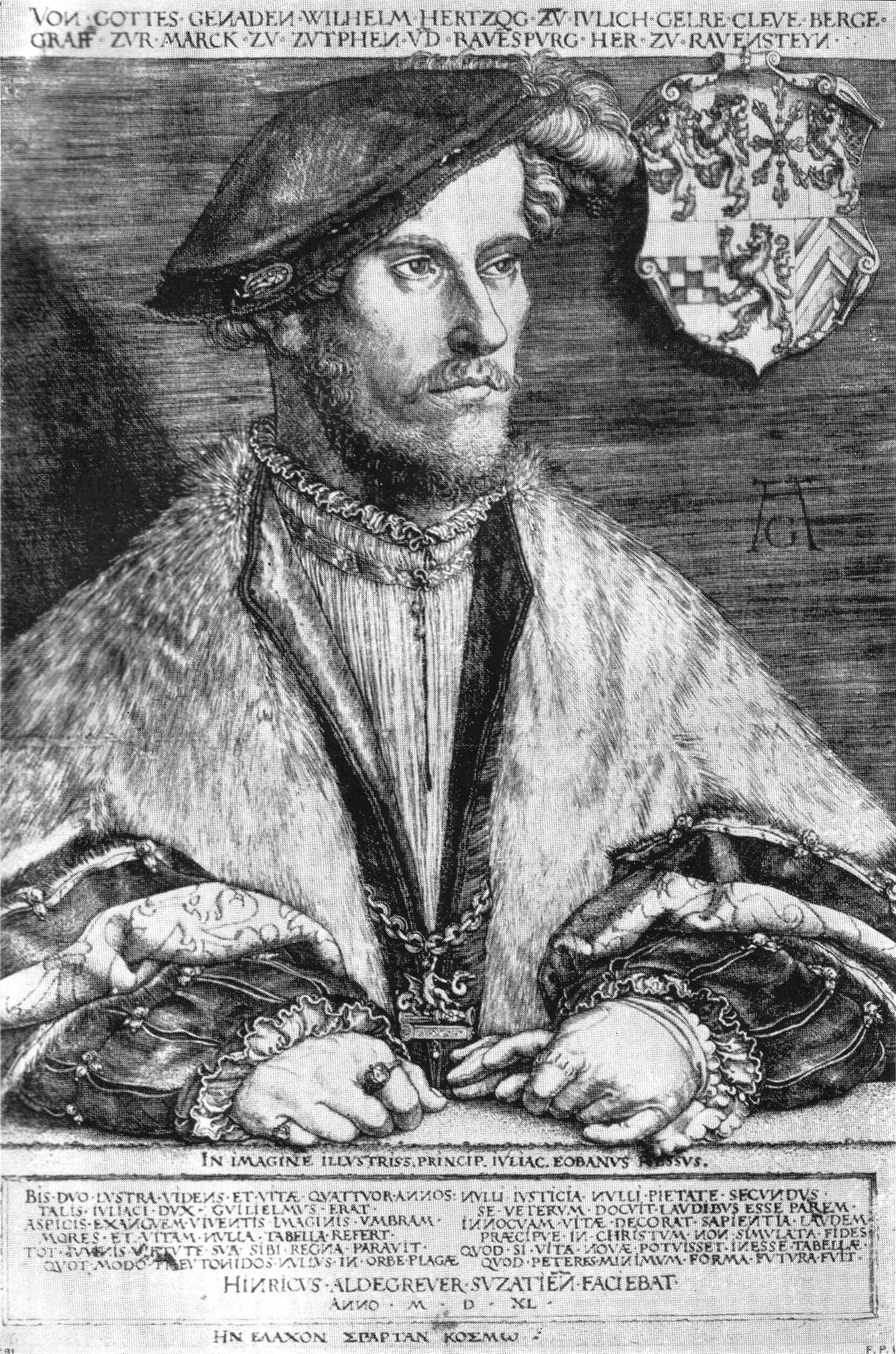
Willem V van Kleef, met op de achtergrond het coalitiewapen van de verenigde hertogdommen Gulik-Kleef-Berg met onder in het midden het wapen van Zutphen.
Het wapen van Gulik-Kleef-Berg onder Willem V van Kleef tussen 1539 en 1543.
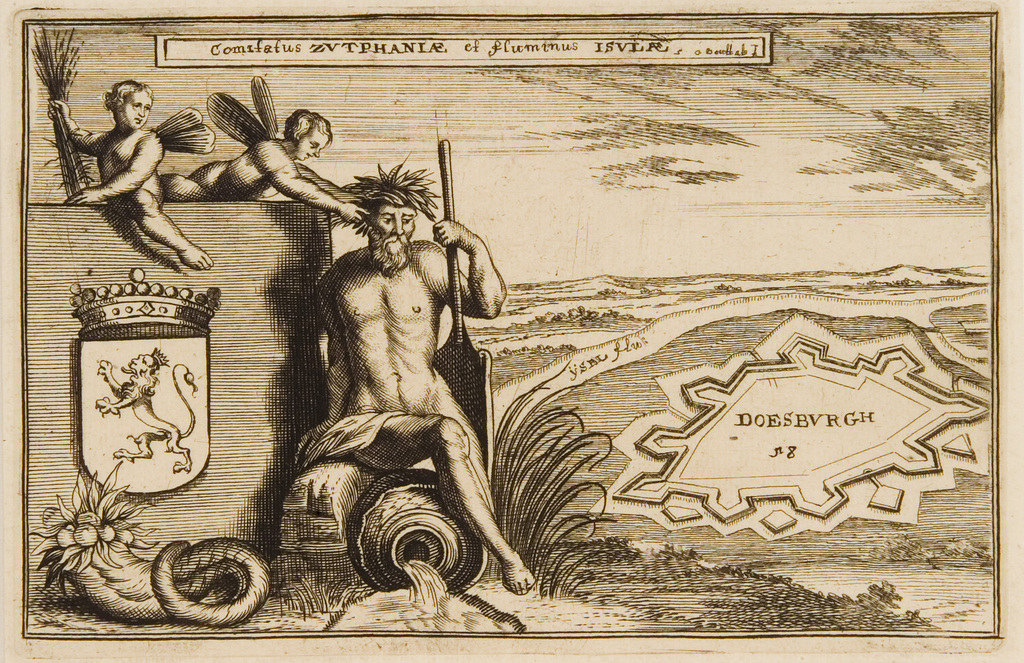
Op de plattegrond van Doesburg uit 1674 staat het wapen van Zutphen.